# کنتارو ساکای
کنتارو ساکای (انگلیسی: Kentaro Sakai؛ زادهٔ ۱۹ مهٔ ۱۹۷۵) بازیکن فوتبال اهل ژاپن است.
از باشگاه‌هایی که در آن بازی کرده‌است می‌توان به باشگاه فوتبال آویسپا فوکوئوکا اشاره کرد.